# Циклодегідрогенування
Циклодегідрогенування (англ. cyclodehydrogenation, рос. циклодегидрирование) — перетворення, основу якого складає циклізація молекули органічної сполуки, що супроводиться елімінуванням водню. Відбувається під дією оксидантів, зокрема в присутності каталізаторів, часто з ароматизацією утвореного циклу.
Багато прикладів реакції циклодегідрогенування наводить «Справочник химика».